# Sid Eudy
Sidney Raymmond Eudy (West Memphis, 16 dicembre 1960 – Marion, 26 agosto 2024) è stato un wrestler statunitense, conosciuto per i suoi trascorsi nella World Wrestling Federation (WWF), World Championship Wrestling (WCW) con i ringname di Sid Vicious, Sid Justice, Sycho Sid e Sid.
Eudy è riconosciuto come un sei volte campione del mondo: ha vinto due WWF Championship, due WCW World Heavyweight Championship e due USWA Unified World Heavyweight Championship. Durante i suoi trascorsi in WWF e in WCW, Eudy lottò nel main event di molti pay-per-view tra cui WrestleMania, per due volte (VIII e 13), e Starrcade, per una volta (2000).

## Carriera

### Gli inizi (1987–1989)
Eudy entrò nel mondo del wrestling dopo aver incontrato Randy Savage e il fratello Lanny Poffo. Dopo essere stato allenato da Tojo Yamamoto, Eudy fece il suo debutto lottando insieme a Austin Idol contro Nick Bockwinkel e Jerry Lawler in un tag team match.
Nel 1987 Eudy cominciò a lottare nella Continental Championship Wrestling (CCW) con l'identità di un wrestler mascherato di nome Lord Humongous, dove vinse l'NWA Southeastern Heavyweight Championship (Northern Division). Successivamente divenne un face e strinse un'alleanza con Shane Douglas con il quale conquistò l'NWA Southeastern Tag Team Championship. Grazie alla collaborazione tra la Continental Championship Wrestling e la New Japan Pro-Wrestling (NJPW) utilizzò il nome di Vicious Warrior e affrontò Tatsumi Fujinami per l'IWGP Heavyweight Championship, non riuscendo a conquistare il titolo. In seguito Eudy fece qualche apparizione nella World Class Championship Wrestling (WCCW) cambiando il nome in Sid Vicious, ispirato all'omonimo bassista dei Sex Pistols.

### World Championship Wrestling (1989–1991)
Nel 1989 si trasferì nella World Championship Wrestling, dove diede vita con Dan Spivey al tag team noto come Skyscrapers. Costretto a stare lontano dal ring per alcuni mesi a causa di un infortunio, tornò sul ring nel 1990 entrando nella stable dei Four Horsemen capitanata da Ric Flair. Nel suo ultimo anno alla WCW lottò per il WCW World Heavyweight Championship detenuto da Sting, ma senza successo.

### World Wrestling Federation (1991–1992)
Esordì nell'allora WWF con il nome Sid Justice nel ruolo di arbitro nel main event di SummerSlam 1991 nel quale lottarono Hulk Hogan e The Ultimate Warrior contro Sgt. Slaughter, Col. Mustafa e General Adnan. Entrò nelle grazie del pubblico in seguito all'alleanza stretta con Hulk Hogan che durò sino alla Royal Rumble 1992 dove si assegnò il titolo vacante in seguito alla vittoria discussa dell'Hulkster nei confronti di The Undertaker. Nella parte finale dell'evento Sid gettò fuori dal ring Hogan, impegnato a sua volta a eliminare Ric Flair; Hogan per ripicca distrasse Sid permettendo a Flair di vincere il suo primo titolo WWF. Buona parte del pubblico fischiò il comportamento di Hogan e iniziò a tifare per Sid, cosa che non era mai accaduta nella WWF. I due si affrontarono nel main event di WrestleMania VIII, vinto da Hogan per squalifica. Lasciò poco dopo la federazione; la causa, per stessa ammissione del lottatore, fu un tentativo di modificare un test antidroga a cui fu sottoposto. Eudy ha tuttavia sottolineato che il tutto fu utilizzato come una scusa, giacché il rapporto tra le due parti era ormai logoro. Prima del divorzio con la federazione, Sid avrebbe dovuto affrontare Ultimate Warrior a SummerSlam.

### Ritorno in WCW (1993)
Tornò nella WCW dove diede vita ad un tag team con Vader. La sua permanenza nella federazione di Atlanta fu breve, poiché venne allontanato in seguito ad una rissa in un hotel con Arn Anderson, iniziata ad un tavolo e terminata nei corridoi dell'albergo con Anderson che ferì Eudy con un paio di forbici salvo essere ferito a sua volta da Sid con le stesse forbici. Furono entrambi ricoverati in ospedale e ad avere la peggio fu Anderson, ferito al volto, allo stomaco, alle braccia ed alla schiena. Eudy in seguito chiese scusa ad Anderson e i due si riconciliarono.

### United States Wrestling Association (1994–1995)
Nel 1994 lottò nella United States Wrestling Association di Memphis, dando vita ad un feud con Jerry Lawler e conquistando in due diverse occasioni il titolo massimo della federazione.

### Ritorno in WWF (1995–1997)

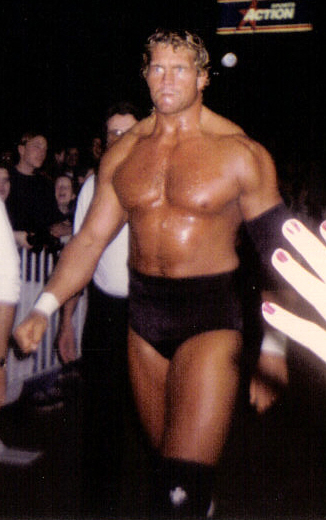
Sycho Sid nel 1995

Tornò nella WWF interpretando il guardaspalle di Shawn Michaels, ai tempi heel, ma il sodalizio si ruppe dopo poco tempo quando Michaels perse il match per il titolo contro Diesel a WrestleMania XI. Michaels accusò Sid di essergli costato la cintura e Sid lo attaccò con diverse powerbomb, finché Michaels venne salvato da Diesel, sancendo il suo passaggio a face. Nonostante Eudy fosse heel, il pubblicò applaudì alla decisione di Sid di colpire Michaels con le powerbomb ed in seguito in tutti i replay dell'attacco di Sid il tifo in favore del lottatore di Memphis venne tagliato, sostituito da tifo avverso.
La sua gimmick venne modificata ed il suo personaggio venne rinominato in Sycho Sid. Si unì alla "Million Dollar Corporation", stable di Ted DiBiase, e fu impegnato in un feud contro Diesel e Michaels e, più avanti, contro Bam Bam Bigelow, il quale era stato poco tempo prima allontanato dalla stable.
Nei primi mesi del 1996 tentò l'assalto al WWF World Tag Team Championship assieme a 1-2-3 Kid, ma senza successo. Sparì dalle scene per qualche tempo, tornando all'azione nel luglio dello stesso anno in team con Michaels ed Ahmed Johnson contro Vader, Owen Hart e British Bulldog, venendo utilizzato come rimpiazzo per The Ultimate Warrior in diversi 6-men tag team match, e a Summerslam, dove sconfisse British Bulldog.
A Survivor Series 1996 sconfisse Michaels conquistando il WWF Championship; anche in questa occasione, i fan presenti all'arena tifarono in favore del "cattivo" Sid contro il "buono" Michaels. Perse la cintura contro Michaels alla Royal Rumble 1997 e la riconquistò qualche tempo dopo in una puntata di Raw contro Bret Hart grazie all'interferenza di Stone Cold Steve Austin.
Perse nuovamente il titolo, stavolta contro The Undertaker, a WrestleMania 13. Ebbe anche un rematch con lo stesso risultato. Lasciò quindi la WWF nel luglio 1997, dopo aver perso un six tag team match, a King of the Ring, con Sid a fare squadra insieme ai Legion of Doom, contro la New Hart Foundation, in versione stable, che presentava sul ring British Bulldog, Owen Hart e Jim Neidhart.

### Circuito indipendente ed Extreme Championship Wrestling (1998–1999)
Rientrò a Memphis, lottando in alcune federazioni indipendenti della zona e creando una stable di culturisti nota con il nome di "Pride of Brotherhood". Passò alla Extreme Championship Wrestling ed ebbe feud di una certa importanza, lottando tra gli altri contro i Dudley Boyz e Justin Credible.

### Secondo ritorno in WCW (1999–2001)
Lasciò la ECW per i problemi economici che attanagliavano la federazione e si accasò nuovamente alla WCW. Fu introdotto nella federazione come "Millennium Man", sulla falsariga della gimmick che Chris Jericho stava interpretando in quei tempi in WWF; inoltre, Sid venne presentato come "imbattuto" da diverso tempo; la fine della sua striscia di imbattibilità avvenne per mano di Goldberg.
Quando la gimmick del Millennium Man fu terminata, Sid passò face e fu introdotto nel novero dei wrestler in lotta per il titolo WCW. Il 16 gennaio 2000 perse il match decisivo in favore di Chris Benoit, il quale tuttavia rese vacante la cintura il giorno successivo quando abbandonò la WCW per la WWF. Il 24 gennaio sconfisse Kevin Nash e conquistò il titolo, ma il giorno dopo Nash (che ricopriva secondo la kayfabe il ruolo di Commissioner della WCW) dichiarò vacante la cintura salvo poi assegnarla a sé stesso nella stessa serata. Pochi minuti dopo Sid sconfisse Nash, riappropriandosi del titolo.
Il suo regno da campione si interruppe il 10 aprile, quando la dirigenza della WCW, in difficoltà nella Monday Night War contro la WWF, rese vacanti tutti i titoli. Sid passò in secondo piano nelle storyline, rientrando nella lotta al titolo agli inizi del 2001. Tentò un assalto alla cintura in possesso di Scott Steiner a Sin 2001, ma nel corso del match subì in diretta televisiva la rottura scomposta di tibia e perone sinistri. Eudy a questo punto fu costretto al ritiro.

### Ritorno nel circuito indipendente (2002–2017)

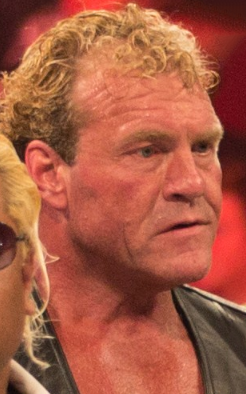
Sycho Sid nella millesima puntata di Raw

Eduy partecipò al tour della World Wrestling All-Star come commissioner nel 2002. Nel 2004 tornò al wrestling attivo, lottando in federazioni indipendenti canadesi e statunitensi.
A sorpresa, il 25 giugno 2012, tornò in WWE, anche se  solo per una notte, dove a Raw, sconfisse rapidamente Heath Slater.
Il 5 agosto 2017 nella Great North Wrestling, Sid lottò nel suo ultimo match, sconfiggendo Paul Rosenberg a Ottawa, Ontario, Canada.

## Vita privata
Eudy e sua moglie, Sabrina Paige (nata Estes), si sposarono il 30 dicembre 1983. La coppia ebbe due figli: Frank e Gunnar Eudy, anch'esso un wrestler.
Grande appassionato di softball, nei momenti liberi dal wrestling, giocò brevemente come dilettante tra il 1997 e il 1999.
Durante un tour WCW in Europa, sia Eudy sia Arn Anderson restarono coinvolti in una lite in un bar di un hotel a Blackburn in Inghilterra, il 27 ottobre 1993. Anderson minacciò Eudy con una bottiglia rotta; dopo essere stati allontanati dal responsabile della sicurezza Doug Dillinger, più tardi Eudy aggredì Anderson nella sua stanza, e lui si difese con un paio di forbici. La sanguinosa lite fu sedata da 2 Cold Scorpio, accreditato di aver salvato la vita ad Anderson (che aveva riportato varie ferite). Eudy fu licenziato in seguito all'incidente in questione.
Nel 2000 Sid approdò in WCW e sia John Laurinaitis che Vince Russo gli chiesero di ampliare e stravolgere il suo parco mosse, data la totale assenza di mosse acrobatiche dell'ex campione WWE. Sid inizialmente era riluttante all'idea data la sua mole imponente ed era perfettamente consapevole che provando mosse dal paletto avrebbe corso seri rischi, fu costretto a piegarsi al volere della dirigenza e durante un match per il titolo mondiale, provando un calcio dalla terza corda, si procurò un terribile infortunio alla gamba. Sid ha dichiarato di non essere mai riuscito a vedere le clip del suo infortunio affermando inoltre di aver impiegato anni per recuperare la condizione, complice la sua mole fisica. Riuscirà a tornare sul ring solo nel 2012, dove con uno Squash annientò in pochi secondi Heath Slater a Raw.
Nel gennaio 2011 fu arrestato nella contea di Shelby in Tennessee. Eudy fu accusato di possesso di marijuana e di guida senza patente. Venne in seguito rilasciato dietro pagamento di una cauzione da 1,000 dollari.

### Problemi di salute e morte
Affetto da insufficienza cardiaca e fibrillazione atriale, nel 2016 subì l'impianto di un pacemaker. Nell'aprile 2021 gli venne diagnosticato un linfoma non Hodgkin al quarto stadio. Dopo oltre tre anni di cure, morì nel proprio letto a Marion il 26 agosto 2024 all'età di 63 anni.

## Personaggio

### Mosse finali
- Vicious Bomb (Release Powerbomb)
- Chokeslam

### Soprannomi
- "The (self-proclaimed) Master and Ruler of the World"
- "The Millennium Man"
- "Psycho"

### Musiche d'ingreso
- Crying in the Rain degli Whitesnake[16] (NJPW)
- Snapped di Jim Johnston[17] (WWF/E)
- Metal Demon (WCW)

### Manager
- Ole Anderson
- Ted DiBiase
- Oliver Humperdink[18]
- Teddy Long[19]
- Col. Robert Parker
- Harvey Wippleman[20]

## Titoli e riconoscimenti
- American Wrestling Federation
  - AWF Super Heavyweight Championship (1)
- Continental Wrestling Association
  - CWA Heavyweight Championship (1)
- NWA Northeast
  - NWA Northeast Heavyweight Championship (1)
- Pro Wrestling Illustrated
  - Comeback of the Year (1996)
  - 16º tra i 500 migliori wrestler singoli nella PWI 500 (1991)
  - 122º  tra i 500 migliori wrestler singoli nella PWI Years (2003)
- Southeastern Championship Wrestling
  - NWA Southeastern Heavyweight Championship (Northern Division) (1)
  - NWA Southeastern Tag Team Championship (1) – con Shane Douglas
- United States Wrestling Association
  - USWA Unified World Heavyweight Championship (2)
  - USWA Texas Heavyweight Championship (1)
- World Championship Wrestling
  - WCW World Heavyweight Championship (2)
  - WCW United States Heavyweight Championship (1)
- World Wrestling Federation
  - WWF World Heavyweight Championship (2)
- Wrestling Observer Newsletter
  - Worst Worked Match of the Year (1990) vs. The Nightstalker
  - 5 Star Match (1991) con Ric Flair, Larry Zbyszko, e Barry Windham vs. Brian Pillman, Sting, Rick Steiner, e Scott Steiner (Il 24 febbraio a WrestleWar)
  - Most Overrated (1993)
  - Readers' Least Favorite Wrestler (1993)
  - Worst on Interviews (1999)